# Zgornje Grušovje
Zgornje Grušovje este o localitate din comuna Oplotnica, Slovenia, cu o populație de 107 locuitori.